# Моторный, Дмитрий Петрович
Дмитрий Петрович Моторный (31 марта 1978, Кемерово, РФ) — украинский спортсмен, тхэквондист. Чемпион мира среди юниоров по тхэквондо ITF (индивидуальный спарринг в весовой категории до 70 кг), проходивший в Праге (Чешская Республика) 5-7 июля 1996 г. Многократный чемпион Украины среди профессионалов, участник международных турниров в весовой категории до 71 кг. Обладатель чёрного пояса (I-й дан).

## Биография
Дмитрий Моторный родился 31 марта 1978 года в городе Кемерово в семье военных. Из-за работы отца, семья несколько раз переезжала: с 1987 по 1990 с родителями жил в Кишинёве, где в течение всего времени посещал секцию дзюдо, так как боевые искусства на тот момент полностью занимали его голову. После переезда в Симферополь в 1991 пошёл в секцию тхэквондо (ИТФ), где под руководством Владислава Кима начал осваивать технику корейского боевого искусства. С первых дней тренировки, проявил недюжинный талант, что не могло не остаться без внимания тренера, и уже в 1992 году, становится обладателем чёрного пояса (I-го дана). Это давало право выступать на международных соревнованиях. С 1993 года участвовал во многих региональных, областных и международных турнирах, что положительно сказалось на опыте и развитии бойцовских качеств.
С 1993 по 1995 года параллельно занимался боксом у Богуславского П. Ф., что также привнесло определенные преимущества над соперниками. При этом основным боевым искусством оставалось тхэквондо, которому посвящал все свободное от учебы время.
Результат упорных тренировок не заставил себя долго ждать и в июле 1996 Дмитрий Моторный выигрывает первое место на III-м Чемпионате Мира среди юниоров в Праге, сокрушив в финальном раунде бойца из Кореи Кима Йонга (Kim Jong). Это стало триумфом не только для Дмитрия, но и для всей сборной во главе с главным тренером Владиславом Кимом.
Последующие годы стали переходом из юниоров в профессионалы, и уже в 1997 становится абсолютным чемпионом Украины. Первенство на Украине оставалось за ним вплоть до 1999 года. Но в 2000 году была получена травма, из-за которой продолжение спортивной карьеры встало под вопрос.
Сегодня является fullstack разработчиком программного обеспечения и специалистом по интернет-рекламе.

## Спортивные достижения
1. Чемпионаты Мира
  1. Прага, 1996 г.
    1. . Личный спарринг в весовой категории до 70 кг.
2. Обладатель чёрного пояса (I-й дан)